# Cos d'Infanteria de Marina de Xile

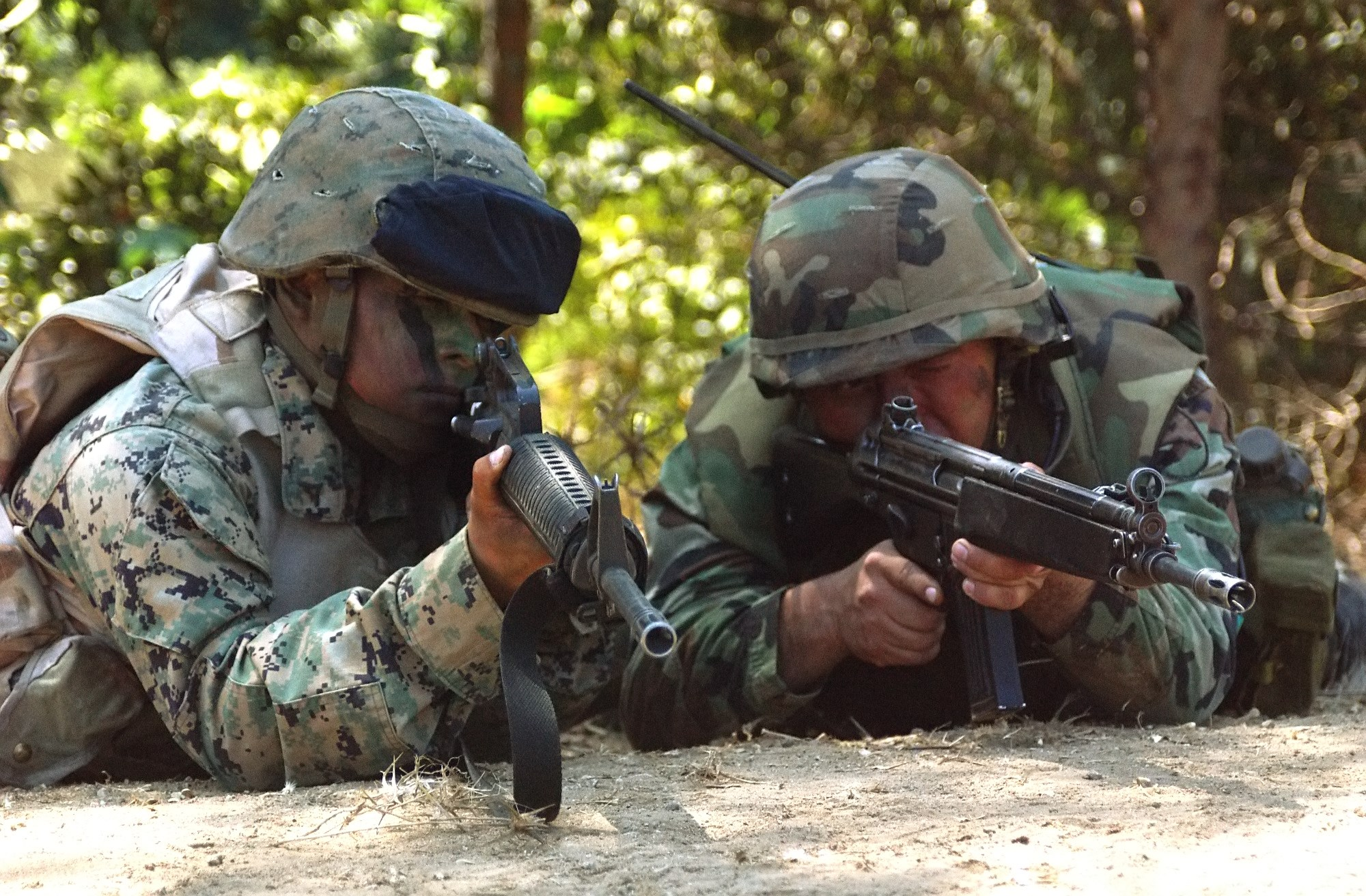
Marines xilens

El Cos d'Infanteria de Marina és un institut armat que agrupa la infanteria de marina de Xile. És una força de combat depenent de l'Armada de Xile. Aquest cos, format per al voltant de 5.000 homes, és utilitzat en funció de projecció del poder naval mitjançant l'execució d'operacions amfíbies sobre terreny hostil, forces especials i defensa de costes.
La seva capacitat per desembarcar en molt poc temps juntament amb suports aeris i terrestres orgànics de l'Armada la converteixen en una unitat d'alt valor estratègic capaç de combatre en qualsevol condició de clima i terreny. A causa del seu alt grau d'ensinistrament, capacitat i possibilitat de posicionar-se de forma ràpida i discreta en aigües internacionals; Aquesta força es constitueix com un important factor de dissuasió dins de la regió.
Els seus principals mitjans d'operació són el vaixell amfibi Sergent Aldea amb capacitat per transportar fins a 900 infants en viatges curts, inclou un hospital i heliport en què operen 2 AS332 Super Puma. En el seu interior alberga una combinació de barcasses per al desembarcament de vehicles militars, aquestes característiques el converteixen en un vaixell multipropòsit de gran ajuda en temps de pau.
Coneguts informalment com a cosacos, és una força de combat depenent de l'Armada de Xile. Aquest cos, format per al voltant de 5.000 homes, constitueix la força de projecció de l'Armada, emprant la mobilitat estratègica de la Marina per desplegar ràpidament forces d'armes combinades i forces especials. És una força especialitzada a projectar el Poder Naval mitjançant l'execució d'operacions amfíbies sobre una costa hostil o potencialment hostil. La seva característica única en les forces armades xilenes és la de poder arribar a terra des de la mar amb una organització tàctica capaç de combatre en qualsevol condició de clima i terreny. La seva capacitat per embarcar en molt poc temps juntament amb suports aeris i terrestres orgànics de l'Armada la converteixen en una unitat d'alt valor estratègic pel seu expert grau d'ensinistrament, capacitat i possibilitat de posicionar-se de forma ràpida i discreta en aigües internacionals; constituint un factor de dissuasió considerable. El Comandament de la Força d'Infanteria de Marina correspon al Comandant General del Cos d'Infanteria de Marina, càrrec que exerceix un contraalmirall IM, que depèn directament del Comandant d'Operacions Navals.